# San Quirico d'Orcia
San Quirico d'Orcia es una localidad italiana de la provincia de Siena, región de Toscana, con 2.746 habitantes.

Ubicación de la ciudad de San Quirico d'Orcia dentro de la provincia de Siena.

## Evolución demográfica
| Gráfica de evolución demográfica de San Quirico d'Orcia entre 1861 y 2001 |
|                                                                           |
| Fuente ISTAT - Elaboración gráfica por parte de Wikipedia                 |